# Grottaminarda
Grottaminarda is een gemeente in de Italiaanse provincie Avellino (regio Campanië) en telt 8352 inwoners (31-12-2004). De oppervlakte bedraagt 28,9 km², de bevolkingsdichtheid is 296 inwoners per km².

## Demografie
Grottaminarda telt ongeveer 2758 huishoudens. Het aantal inwoners steeg in de periode 1991-2001 met ..% volgens cijfers uit de tienjaarlijkse volkstellingen van ISTAT.
| Jaar | Inwoneraantal |
| ---- | ------------- |
| 1991 | 8273          |
| 2001 | 8274          |

## Geografie
De gemeente ligt op ongeveer 304 meter boven zeeniveau.
Grottaminarda grenst aan de volgende gemeenten: Ariano Irpino, Bonito, Flumeri, Fontanarosa, Frigento, Gesualdo, Melito Irpino en Mirabella Eclano.

## Externe link

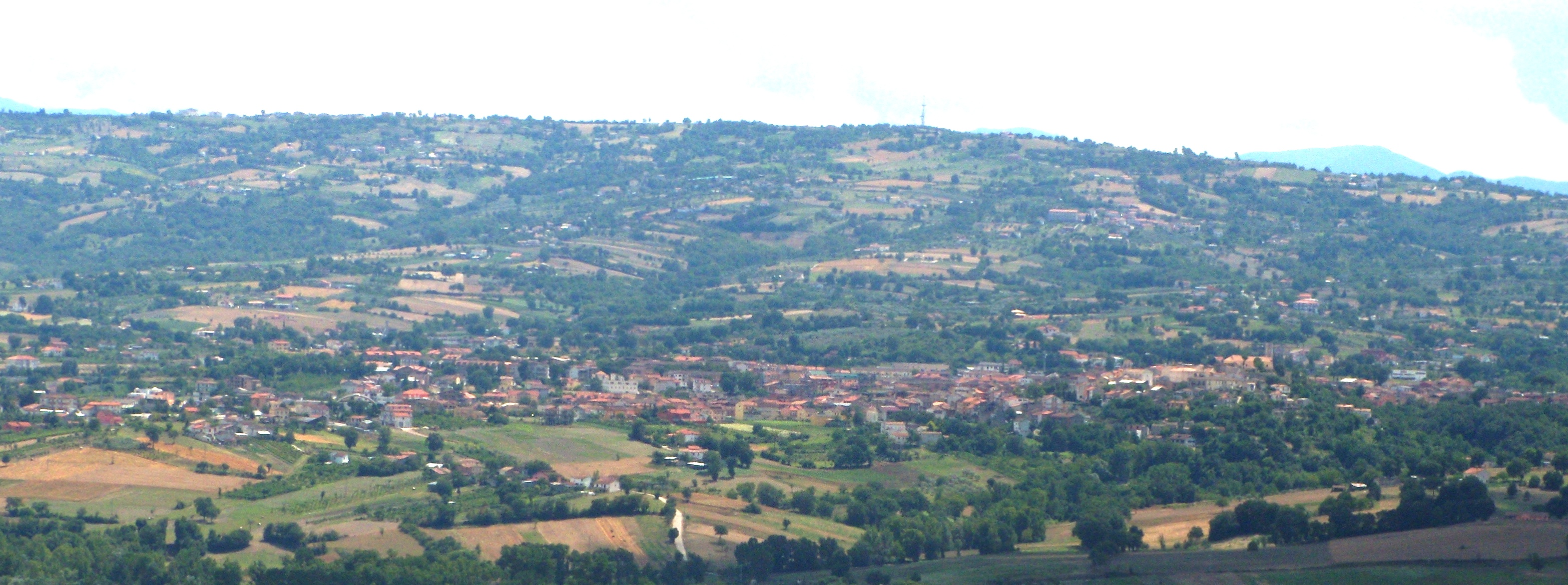
Panorama